# MegaRange
MegaRange - typ kasety lub wolnobiegu nakręcanego Shimano, w którym ostatnia, największa zębatka ma ponadstandardową liczbę zębów, generalnie 34. Skok w liczbie zębów między ostatnią a przedostatnią koronką jest relatywnie duży, zwykle wynosi 10, podczas gdy między pozostałymi zębatkami wynosi do 3, czasem do 4 zębów. Ponadwymiarowa zębatka jest przydatna podczas podjazdów o dużym nachyleniu, podczas gdy reszta bardziej ciasno zestopniowanych zębatek ma zastosowanie w czasie jazdy po płaskiej nawierzchni.